# Aphanius isfahanensis
 Aphanius isfahanensis és una espècie de peix de la família dels ciprinodòntids i de l'ordre dels ciprinodontiformes.

## Morfologia
Els mascles poden assolir els 3,1 cm de longitud total.

## Distribució geogràfica
Es troba a Àsia: Iran.